# Lebgera, Koppal
Lebgera là một làng thuộc tehsil Koppal, huyện Koppal, bang Karnataka, Ấn Độ.